# Cristián Álvarez
Cristián Andrés Álvarez (Curicó, 20 gennaio 1980) è un ex calciatore cileno, di ruolo difensore. È il fratello gemello del calciatore Iván Álvarez.

## Carriera

### Club
Debutta nell'Universidad Católica nel 1997 a 17 anni, giocando per 31 minuti totali. Nel 2002 diventa campione d'Apertura giocando 43 partite e segnando 2 gol.
Nella stagione 2005-2006 gioca per il River Plate in Argentina, ritorna all'Universidad Católica nel 2007 a causa delle poche opportunità concessegli dal River Plate e va a cercare fortuna nel Beitar Gerusalemme.

### Nazionale
Il suo primo torneo giocato con la maglia della Nazionale cilena è il Campionato Sudamericano Under-17 del 1996. Successivamente gioca con l'Under-20 nei Campionati Sudamericani del 1997, 1998 e 1999, giocando un totale di 40 partite. Nel 2000 diventa titolare della Nazionale Under-23 che conquista la medaglia di bronzo ai Giochi olimpici di Sydney 2000.
Debutta con la Nazionale maggiore l'8 ottobre 2000 contro l'Ecuador in una partita valida per le qualificazioni al campionato del mondo 2002. Successivamente diventa titolare della squadra impegnata nelle qualificazioni per il campionato del mondo 2006. Partecipa anche alle qualificazioni per il campionato del mondo 2010.